# Битва за Цельмес
Битва за Цельмес — военная операция, происходившая в феврале 1841 года, проведённая силами отряда под командованием генерала Бакунина, целью которой был захват аула Цельмес и усмирение аварцев.

## Предыстория и ход сражения
После взятия русскими войсками ставки Шамиля — аула Ахульго, военные столкновения на территории Аварии немного утихли. В 1841 году в Аварии вспыхнули беспорядки, возбужденные Хаджи-Муратом.
Карательную экспедицию против аварцев было поручено возглавить генералу Бакунину, находившемуся здесь с инспекционной поездкой. С батальоном пехоты из 900 человек и 2 орудиями он двинулся к центру восставших — родовому селу Хаджи-Мурата аулу Цельмес.
Цельмес был окружен. Битва продолжалась целый день. Половина села уже находилась в руках русских, однако к вечеру подоспевшие на помощь отряды Шамиля обратили нападавших в бегство. Был убит и сам Бакунин, так и не успев отличиться. Русские войска, преследуемые аварцами, двинулись в сторону Хунзаха, где располагались их основные силы. После гибели командующего отступление возглавил полковник Пассек, которому лишь с большим трудом удалось отвести остатки отряда в Хунзах.